# Revolta de 1990 no Bangladesh
Revolta de 1990 no Bangladesh foi um movimento pró-democracia que ocorreu no Bangladesh em 1990 e levou à queda do general Hussain Muhammad Ershad em 4 de dezembro. A revolta foi o resultado de uma série de protestos populares que começaram em 10 de outubro de 1990 com o propósito de depor o general Ershad, que chegou ao poder em 1982 através de um golpe de Estado no qual depôs um presidente democraticamente eleito e impôs lei marcial.
A revolta marcou o inicio da democracia parlamentar em Bangladesh após nove anos de governo militar e abriu o caminho para uma eleição credível em 1991. O Partido Nacionalista de Bangladesh liderou uma aliança de sete partidos, a Liga Popular de Bangladesh liderou uma aliança de oito partidos, além de uma aliança de cinco partidos de esquerda, estes movimentos foram fundamentais para organizar a revolta contra Ershad.
Cerca de cem pessoas morreram durante os protestos de 10 de outubro até 4 de dezembro, e cerca de cinquenta foram vitimas dos protestos violentos e confrontos de rua iniciados a partir de 27 de novembro após um estado de emergência ser declarado. O General Ershad foi preso imediatamente após a revolta por acusações de corrupção.